# Frans-Jozef van Thiel
Frans Joseph Frits Maria (Frans-Jozef) van Thiel (Helmond, 19 december 1906 – aldaar, 2 juni 1993) was een Nederlands politicus voor de Katholieke Volkspartij (KVP). Hij was ruim twintig jaar lid van de Tweede Kamer, waarvan bijna tien jaar als voorzitter. In het kabinet-Drees II was hij de eerste minister van Maatschappelijk Werk.

## Biografie

### Afkomst
Van Thiel was afkomstig uit de Helmondse ondernemersfamilie Van Thiel, die met name actief was in de metaal- en textielindustrie. Zijn vader was eigenaar van een familiebedrijf in rijwielonderdelen en -buizen. Zijn moeder stierf toen hij dertien jaar oud was.

### Studie
Hij volgde van 1918 tot 1925 het gymnasium-a aan het R.K. Sint Willibrordus College in Katwijk aan den Rijn en studeerde van 1925 tot 19 december 1930 Nederlands recht aan de Katholieke Universiteit Nijmegen.

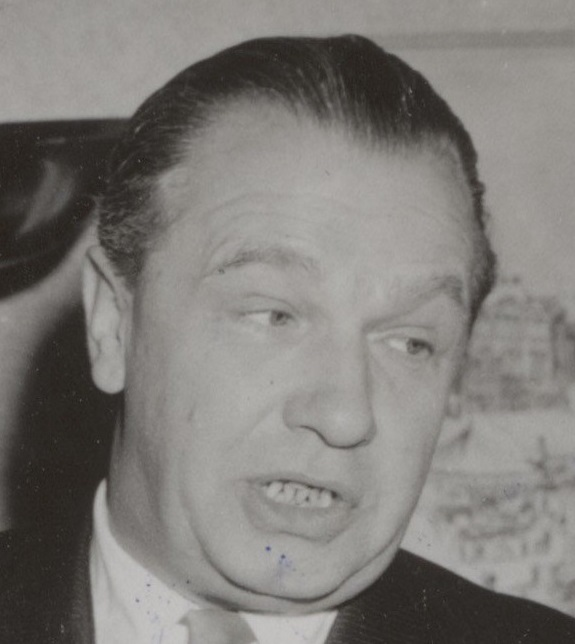
Minister van Maatschappelijk Werk Frans-Jozef van Thiel in 1953.

### Loopbaan
Van 1932 tot 1937 was hij advocaat en procureur in zijn Helmond. Van 1937 tot september 1952 was hij in zijn geboorteplaats directeur van de N.V. rijwielonderdelen- en buizenfabriek Robur.
Van Thiel was van 5 september 1939 tot 1 september 1941 lid van de gemeenteraad in Helmond. In de Tweede Wereldoorlog werd hij van 5 mei 1942 tot 23 mei 1942 geïnterneerd in het gijzelaarskamp van Sint-Michielsgestel. Hij werd op medische gronden vrijgelaten. Vlak na de oorlog was hij van november 1945 tot 2 september 1946 lid van de tijdelijke gemeenteraad in Helmond. Aansluitend was hij lid van de Helmondse gemeenteraad tot 9 september 1952.
Hij was lid van de Tweede Kamer van 27 juli 1948 tot 15 juli 1952. Vervolgens was hij van 9 september 1952 tot 13 oktober 1956 de eerste minister van Maatschappelijk Werk in het kabinet Drees II. Hij was ook lid van de Tweede Kamer van 3 juli 1956 tot 3 oktober 1956 en van 6 november 1956 tot en met 6 december 1972.
Van Thiel was opnieuw lid van de gemeenteraad van Helmond van 3 september 1958 tot januari 1963. In het jaar 1961 was hij voorzitter van het Benelux-parlement. Van 1 januari 1962 tot 12 juni 1963 was hij na de fusie van AKWV en KVW voorzitter van het Nederlands Katholiek Werkgeversverbond.
Van Thiel was van 29 januari 1963 tot en met 6 december 1972 voorzitter van de Tweede Kamer van het Nederlandse parlement. Hij zat onder meer voor tijdens de Nacht van Schmelzer en bij de debatten over de Drie van Breda. De KVP'er vervulde dit ambt met veel 'Brabantse' humor, maar moderniseerde ook de werkwijze. Hij zwoer het rokkostuum van zijn voorganger af, zat eerst voor in jacquet en later in een gewoon maatpak.

### Privé
Hij trouwde in 1931. Zijn echtgenote overleed in 2009 op 101-jarige leeftijd. Van Thiel had vier zonen en twee dochters. Hij woonde zijn leven lang in Helmond.

## Onderscheidingen en eerbetoon
- Ridder in de Orde van de Nederlandse Leeuw, 21 november 1956
- Grootofficier in de Orde van Oranje-Nassau, 6 januari 1964 (ter gelegenheid van 500 jaar Staten-Generaal)
- Commandeur in de Orde van de Nederlandse Leeuw, 7 december 1972 (bij afscheid als Tweede Kamervoorzitter)
- Erekruis Huisorde van Oranje
- Herinneringspenning Stichting 1940-1945
- Ereburger Helmond

In Helmond is in 2003 een plein naar hem vernoemd in woon- en werkcomplex Boscotondo.